# Cúp quốc gia Scotland 1885–86
The 1885-86 Cúp quốc gia Scotland was the 13th là mùa giải thứ của giải đấu bóng đá loại trực tiếp uy tín nhất Scotland. Queen's Park beat Renton 3-1 trong trận Chung kết.

## Đội vô địch
| Cúp quốc gia Scotland 1885–86                   |
| Scotland                                        |
| ----------------------------------------------- |
| Queen's Park F.C. Đội vô địch (Danh hiệu thứ 8) |